# EqA
EqAは、野球のセイバーメトリクス指標の一つ。Equivalent Averageの頭字語である。提唱されたベースボール・プロスペクタスでは、2010年よりTAv（True Average）としている。
所属リーグやパークファクターの影響を受けずに打者の評価を行う目的でクレイ・ダベンポートによって提唱された指標である 。算出される値は打率と同じ基準をとる。2010年より、TAvとしてPECOTAに採用された。
EqAは、マイナーリーグベースボールの打撃成績がメジャーリーグにおける能力の測定に有効であるという考え方を検証するセイバーメトリクスの手法の一つである。例えば、打者優位のパシフィックコーストリーグ（AAA）の打撃成績は、同レベルの他リーグでは明らかに低下すると考えられる。よりレベルの高いメジャーリーグに昇格した場合にも、同様に低下すると考えられる。EqAは、このような予測による幻惑を排し、打者の能力を測定することを目的としている。
EqAは、REqA（Raw EqA）から派生した指標である。
| {\displaystyle EqA={\frac {H+TB+{1.5\times (BB+HBP)}+SB+SH+SF}{AB+BB+HBP+SH+SF+CS+{\frac {SB}{3}}}}} |
| {\displaystyle REqA={\frac {H+TB+{1.5\times (BB+HBP+SB)}+SH+SF}{AB+BB+HBP+SH+SF+CS+SB}}}             |
| H=安打、TB=塁打、BB=四球、HBP=死球、SB=盗塁、SH=犠打、SF=犠飛、AB=打数、CS=盗塁死                    |

数値としては、「1打席につきどれだけの塁を得たか」を表す数値となっている。